# You Make My Dreams
You Make My Dreams, ook bekend als You Make My Dreams (Come True) is een nummer van het Amerikaanse muziekduo Hall & Oates uit 1981. Het is de derde single van hun negende studioalbum Voices.
John Oates zei over het nummer: "Het is een geweldig nummer, zo simpel is het. Goede nummers zijn goede nummers. Ze staan op zichzelf, ze kunnen uit de productie worden verwijderd. Een nummer is wat er ontstaat als een schrijver op zijn individuele instrument gaat zitten en iets creëert uit niets. Er is magie en inspiratie bij betrokken. 'You Make My Dreams Come True' vertegenwoordigt een sfeer, het vertegenwoordigt een samenwerking tussen mijzelf en Daryl en de band in de studio in de jaren '80. De charme ligt in de eenvoud en de directheid van dit liedje". Het nummer werd een hit in Noord-Amerika en het Verenigd Koninkrijk. In de Amerikaanse Billboard Hot 100 haalde het de 5e positie. Hoewel het nummer in Nederland slechts een 16e positie in de Tipparade bereikte, werd het er toch een radiohit.

## Band
- Daryl Hall – leadzang, achtergrondzang, synthesizer
- John Oates – elektrische gitaar, achtergrondzang
- John Siegler – basgitaar, achtergrondzang
- Jerry Marotta – drums